# Jati (Sidoarjo)
Jati is een bestuurslaag in het regentschap Sidoarjo van de provincie Oost-Java, Indonesië. Jati telt 10.591 inwoners (volkstelling 2010).